# Gullmarsplan (plein)

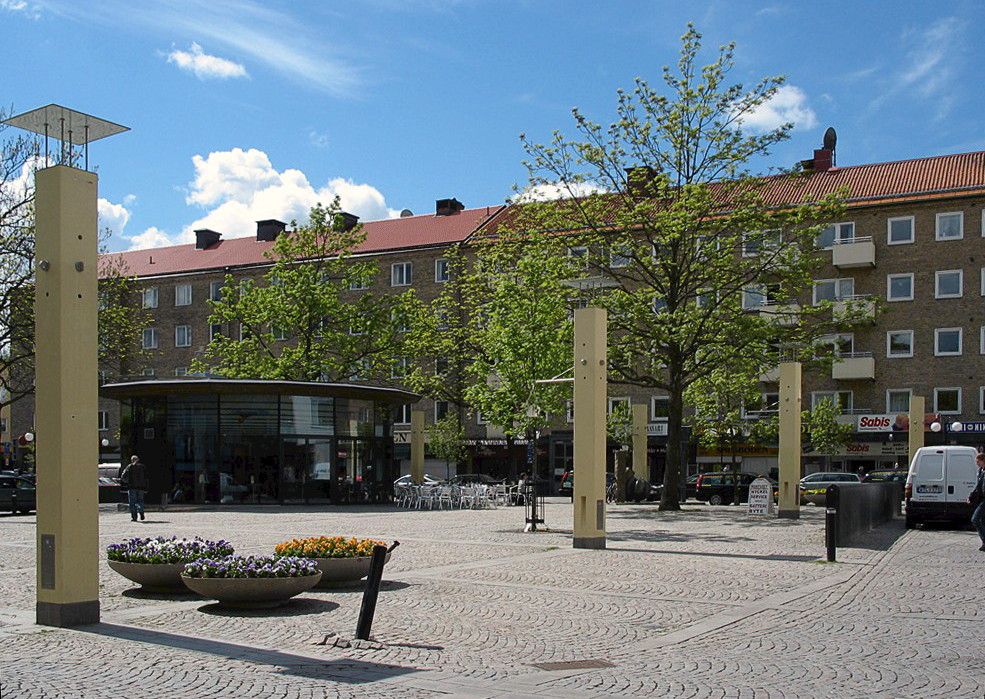
Gullmarsplan in mei 2006

Gullmarsplan is een plein in het de district Johanneshov (stadsdeel Enskede-Årsta-Vantör) in Stockholm. Het plein werd in de veertiger jaren aangelegd toen de buurt steeds verder groeide.
- Het plein is vernoemd naar de Gullmarsfjord in Bohuslän in het westen van Zweden.
- Er is ook een metrostation bij het plein die het stadsdeel met de rest van Stockholm verbindt en die in 1946 werd geopend.